# Beta Caeli
Désignations
Beta Caeli (β Caeli) est une étoile de la constellation australe du Burin. C'est une étoile faible mais néanmoins visible à l’œil nu, ayant une magnitude apparente visuelle de 5,04. Sur la base d'une parallaxe annuelle de 34,61 mas, elle est située à ∼ 94,2 a.l. (∼ 28,9 pc) du Soleil. L'étoile s'éloigne du Soleil avec une vitesse radiale de +28,8 km/s.
Beta Caeli est probablement une étoile binaire spectroscopique à raies simples. La composante visible est de type spectral F3 V ou F3 IV, indiquant qu'elle est soit une étoile jaune-blanc de la séquence principale ou une étoile sous-géante un peu plus évoluée, respectivement. Elle a une masse estimée à 1,3 fois celle du Soleil et un rayon d'environ 1,3 fois celui du Soleil. Elle est âgée de 1,75 milliard d'années et tourne rapidement sur elle-même avec une vitesse de rotation projetée d'environ 97,5 km/s.
La compagne pourrait être une naine brune ou une étoile de faible masse orbitant à plus de 3 ua de la primaire. Cet objet pourrait être la source de l'émission de rayons X provenant du même endroit.